# Novomessor albisetosus
Novomessor albisetosus (лат.) — вид мелких муравьёв из подсемейства Myrmicinae. Раньше включался в состав рода Aphaenogaster.
Североамериканский пустынный муравей, обитающий в юго-западных штатах США и Мексике. Муравейники расположены в земле (с очень крупными отверстиями-входами до 10 см в диаметре) или под камнями. Мирмекохорный вид, собирающий семена, части растений и насекомых.

## Описание

Голова рабочего N. albisetosus

Рабочий муравей N. albisetosus, вид сверху

### Морфология
Мелкие муравьи красновато-коричневого цвета (брюшко до буровато-чёрного, но первый сегмент бывает более светлым, желтовато-коричневым). Длина рабочих — от 6 до 8,5 мм. Тело покрыто многочисленными белыми волосками. Усики рабочих 12-члениковые с неотчётливой 5-члениковой булавой. Жвалы треугольные с тремя зубцами на жевательном краю. Скапус усиков длинный, превышает затылочный край. Голова удлинённая, её ширина меньше длины. Основание брюшка гладкое и блестящее, голова с сетчатой структурой бороздок. Заднегрудка угловатая с длинными и острыми проподеальными шипиками. Стебелёк между грудкой и брюшком состоит из двух узловидных члеников (петиоль и постпетиоль). Ноги тонкие и длинные. Рабочие мономорфные. Жало развито. Куколки голые, без кокона.

### Муравейники
Муравейники обнаружены на высотах от 654 до 1780 м над уровнем моря.
Среда обитания N. albisetosus простирается от пустынь и пустынных кустарниковых зарослей до можжевёловых лесов, а также сосново-дубового и прибрежного леса. Гнёзда находятся в земле или под камнями. Муравейники не имеют определённой структуры, входные отверстия очень крупные с диаметром кратера от 7,6 до 10,2 см. Эти входы грубо сложены и круто спускаются в землю, выглядя скорее как нора крысы, чем как гнездо муравьёв. Рабочие строят вокруг центрального отверстия специальный диск, сделанный из крупного гравия и выкопанной почвы. Диски в колониях N. albisetosus меньше, чем в колониях N. cockerelli, но иногда они могут отсутствовать (гнёзда, которые находятся под камнями, в основном не имеют дисков). В центре диска находится толстая куча почвы и гравия, которая формирует грубый кратер.

### Биология
Рабочие муравьи могут фуражировать индивидуально, но начинают совместно работать при транспортировке крупных объектов питания. N. albisetosus активны утром и вечером, но не фуражируют в середине ночи или в полдень во время жары. Они наиболее активны при температуре между 20 °C и 40 °C. Вода (и влажность) — главный ограничивающий фактор для периодов фуражировки; кроме того, эти периоды продлеваются, когда муравьям удаётся обнаружить дополнительные ресурсы семян. Фуражиры и разведчики двигаются медленно. При нахождении крупной добычи фуражиры N. albisetosus производят мобилизацию соплеменников из своего муравейника на этот кормовой ресурс, чтобы доставить его обратно в гнездо совместными усилиями. Рабочие муравьи N. albisetosus могут передвигаться по следам муравьёв, сделанных другим видом этого рода, N. cockerelli, тогда как последний не может следовать по следам, сделанным N. albisetosus.
Муравьи собирают различные кормовые ресурсы, в том числе части насекомых, семена, растительные ткани и кусочки фруктов. Тем не менее, они не проявляют особого предпочтения к семенам, и кусочки насекомых составляли только 6 % объектов, собранных N. albisetosus. Части насекомых, собранные рабочими, в основном получены от уже умерших насекомых, поскольку медлительность этих муравьёв затрудняет им успешную охоту на живую добычу. Рабочие стридулируют (издают звуки путём трения частей петиоля, постпетиоля, брюшка), когда найденные ими кусочки пищи слишком велики, чтобы их можно было вернуть назад. Эти стридуляции могут восприниматься только теми рабочими, которые находятся на небольшом расстоянии от источника или в непосредственном контакте. Муравьи агрессивны по отношению к вторгшимся чужим муравьям как своего вида, так и вида N. cockerelli; муравьи Pogonomyrmex badius были атакованы и убиты, когда вторгались на гнездовую территорию N. albisetosus. Известно, что кочевые муравьи рода Neivamyrmex охотятся на N. albisetosus.
Брачный лёт N. albisetosus начинается в июне. Взрослые рабочие считаются зрелыми и становятся фуражирами, когда они проводят больше половины своего времени вне муравейника, а не остаются в гнезде, ухаживая за личинками. Эти взрослые имаго (исключая самых старых) могут вернуться к уходу за потомством и муравьиной маткой, когда почти все другие возрастные группы отсутствуют или удалены из гнезда. У маток период развития яичников коррелирует с возрастом и периодом, когда рабочие муравьи уже присутствуют рядом с маткой и выводком личинок. Когда рабочие перестают ухаживать за расплодом и маткой, происходит рассасывание яичников

### Биохимия
В составе желёз обнаружено следовое феромонное вещество (4S)-4-метилгептан-3-он (C8H16O).

## Систематика
Вид был впервые описан в 1886 году австрийским мирмекологом Густавом Майром по типовым материалам из США в составе рода Aphaenogaster под названием Aphaenogaster albisetosa.
В 1895 году итальянский энтомолог Карл Эмери понизил статус Aphaenogaster до подрода в составе Stenamma, и N. albisetosus стал называться Stenamma (Aphaenogaster) albisetosum. Позднее Эмери перенёс этот вид в состав новообразованного им в 1915 году рода Novomessor, в который также включил вид Novomessor cockerelli в качестве типового таксона. В 1947 году американский энтомолог Джейн Инзманн (Jane Enzmann) описал новый подвид Novomessor cockerelli minor. Она отличала его от номинативной формы N. cockerelli более мелкими размерами, светлой окраской и более грубо скульптированной формой поверхности тела. Это таксон спустя пару лет был синонимизирован с видом N. albisetosus американским мирмекологом Уильямом Брауном (William Brown Jr.).
В 1974 году У. Браун синонимизировал Novomessor с Aphaenogaster и перенёс N. albisetosus в его состав. Браун отметил, что признаков, отличающих эти два таксона, недостаточно в глобальном масштабе всей фауны. Однако группа энтомологов, включавшая Б. Холлдоблера, Р. Стэнтона и М. Энджела, обнаружила в 1976 году, что N. albisetosus и N. cockerelli имеют экзокринную систему желёз брюшка, которая отсутствует у исследованных представителей рода Aphaenogaster. В 1982 году британский мирмеколог Барри Болтон утверждал, что обоснование родового статуса на такой особенности строения желёз не может оправдать разделение Novomessor и Aphaenogaster на два отдельных рода. Всё это время он находился в составе трибы Pheidolini. В 2015 году в ходе дополнительного молекулярно-филогенетического исследования было сделано заключение, что Novomessor генетически отличается от Aphaenogaster. В итоге этот род был восстановлен в родовом статусе, а вид стал назваться N. albisetosus. Морфологически диагностическим признаком рода Novomessor и его трёх видов стал промезонотальный шов (он слабее, чем у Aphaenogaster) и строение постпетиоля (он не сужен у брюшка), что даже сближает их скорее с родом Veromessor, чем с Aphaenogaster. Кроме того, у Novomessor более длинные шипы заднегрудки и бороздчатая лобная площадка и в целом более крупные размеры. Отмечены этологические и экологические отличия таксонов. Подобно N. cockerelli вид N. albisetosus также более известен как пустынный муравей-жнец.

## Распространение
Неарктический вид. Встречается в Мексике и юго-западных штатах США, включая Техас, Нью-Мексико и Аризону. В Мексике это муравей обнаружен в штатах Чиуауа, Дуранго и Сонора, но он менее обычен, чем вид N. cockerelli. Восточные границы ареала N. albisetosus не очень хорошо известны, но они не совпадают с N. cockerelli. Самая восточная находка N. albisetosus находится рядом с ранчо Cernas в горах Чисос в Техасе. По сравнению с N. cockerelli, N. albisetosus не найден так далеко на севере, как он, но найден по сравнению с ним намного южнее. Оба вида обнаружены на восточных склонах горной системы Западная Сьерра-Мадре в Мексике. Северный предел ареала N. albisetosus в основном определяется его неспособностью выжить в горных районах центральной Аризоны и Нью-Мексико.